# Вішнугопа III
Вішнугопа (Вішнугопа-варман) III (там. மூன்றாம் விட்ணுகோபன்) — володар Паллавів.

## Життєпис
Син Вішнугопи II або Кумаравішну II. Відомостей обмаль. Панував десь у 520—530 роках. Його співправителем був рідний або стиєчний брат чи небіж Кумаравішну III.
Продовжив боротьбу проти держави Кадамба, але невдало. Разом з тим до його періоду приписують поразку від дхармамагараджахіраджи Раві-вармана, втім це сталося ймовірніше за попереднього паллавського правителя Нанді-вармана I. Припускають, що Паллави за панування Вішнугопи III перебували в залежності від Кадамба.
Йому спадкував син Сімха-варман III.